# Milyas (Landschaft)
Milyas (altgriechisch Μιλυάς) ist die antike Bezeichnung für eine Landschaft im Süden Kleinasiens. Als zugehörige Demonyme sind  Milyai (Μιλύαι) und Milyadeis (Μιλυαδεῖς) überliefert, im Lateinischen Milyades. Die exakten Grenzen der Milyas sind nicht mehr zu rekonstruieren. Sie grenzte an bzw. hatte Überschneidungen mit den Landschaften Lykien, Phrygien, Pamphylien und Pisidien.

## Die Milyas in den antiken Quellen
Herodot überliefert in seinem im 5. Jh. v. Chr. verfassten Geschichtswerk, kretische Einwanderer unter der Führung des mythischen Königs Sarpedon hätten die Milyadeis aus der später als Lykien bekannten Gegend vertrieben. Später erwähnt Herodot die Milyadeis als eine der Gruppen, die dem Perserreich tributpflichtig waren und die am Feldzug des persischen Königs Xerxes I. teilnahmen. Arrian erwähnt in seiner im 2. Jh. n. Chr. verfassten Anabasis die Milyas in Zusammenhang mit den Feldzügen Alexanders des Großen. Er nennt die Milyas einen Teil Phrygiens, der aber zu dieser Zeit unter der Verwaltung Lykiens gestanden habe.
Der hellenistische Historiker Polybios nennt die Milyas als eine der Regionen, über die für den 188 v. Chr. geschlossenen Friedensvertrag von Apameia zwischen der Römischen Republik und dem Seleukidenreich verhandelt wurde. Dem antiken Geografen Strabon zufolge, der am Übergang vom Hellenismus zur Kaiserzeit lebte, erstreckte sich die Milyas in ihrer Nord-Süd-Ausdehnung von Sagalassos und Apameia bis nach Termessos.
Ab 159 v. Chr. stand die Milyas unter der Verwaltung der pergamenischen Königsfamilie der Attaliden. Der Zeitpunkt und Grad der Hellenisierung der Milyas ist umstritten. Durch Inschriften ist dokumentiert, dass die Stadt Olbasa vor der Mitte des 2. Jahrhunderts v. Chr. eine demokratische Verfassung nach attischem Verständnis besaß und sprachlich griechisch beeinflusst war. Das deutet auf einen nicht weniger hohen Hellenisierungsgrad hin als im übrigen Pisidien. Andererseits ist in den meisten Städten der Milyas nur ein geringes Maß an griechisch beeinflusster öffentlicher Architektur und Stadtplanung nachweisbar.
In Ciceros 70 v. Chr. verfassten Reden gegen Verres zählt der Redner die Milyas als eine der Gemeinschaften auf, die der angeklagte römische Beamte Gaius Verres durch seine korrupten Geschäfte geschädigt habe. Die Milyas muss um diese Zeit offenbar eine eigenständige Verwaltungseinheit gewesen sein. Aus dem Jahr 5/4 v. Chr. ist eine Inschrift überliefert, die eine Weihung für Roma und Augustus durch die Milyadeis gemeinsam mit der inzwischen dort angesiedelten thrakischen und römischen Bevölkerung belegt.
Die letzte Erwähnung findet der Name im 6. Jh. n. Chr. in den Schriften des Hierokles, der die choria Milyadika (χώρια Μιλυάδικα) in einer Liste der Orte in Pamphylien aufzählt.

## Lokalisierungsversuche

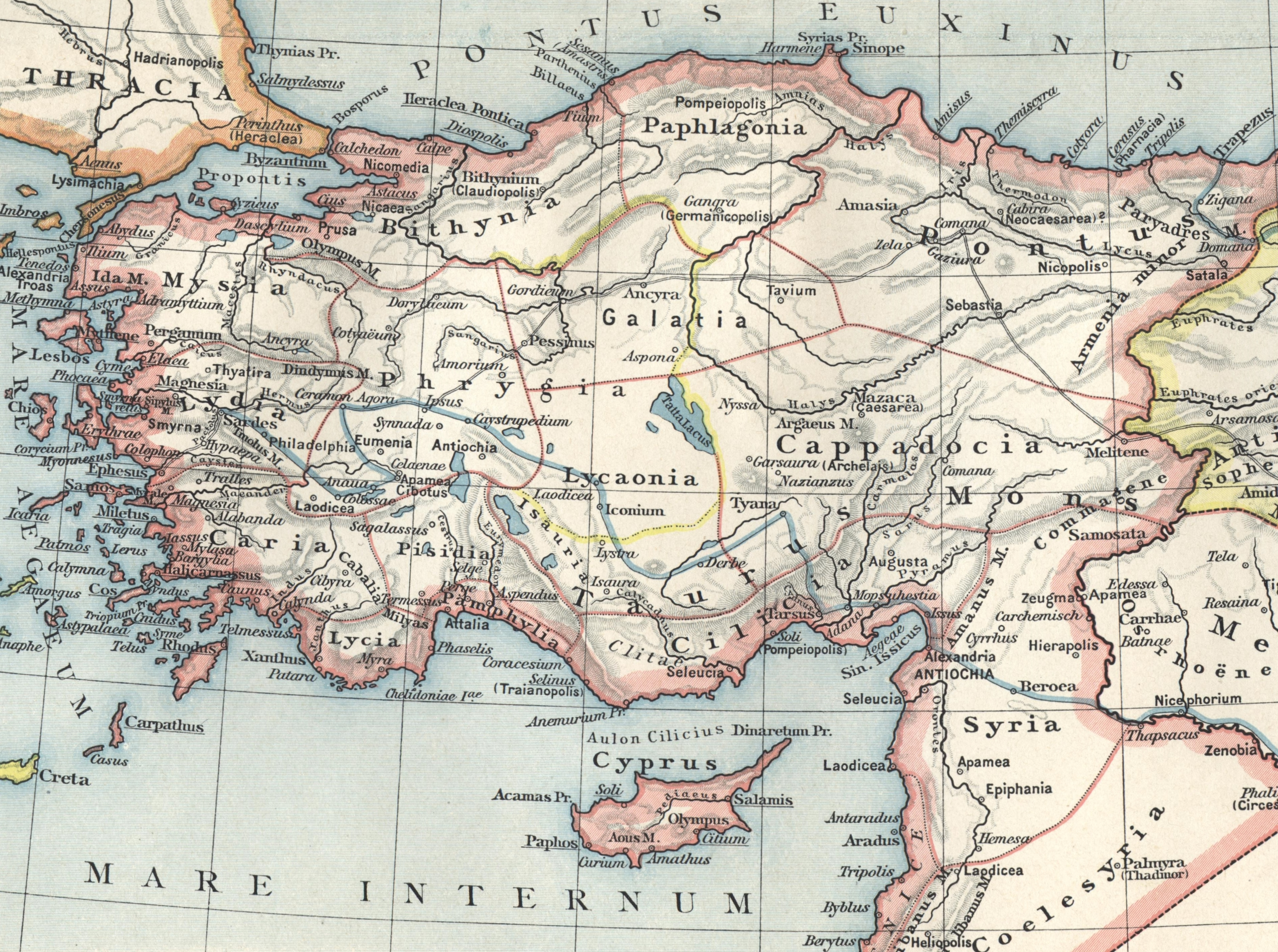
Putzgers Historischer Schul-Atlas von 1901 lokalisiert die Milyas an der Grenze zwischen Lykien und Pisidien.

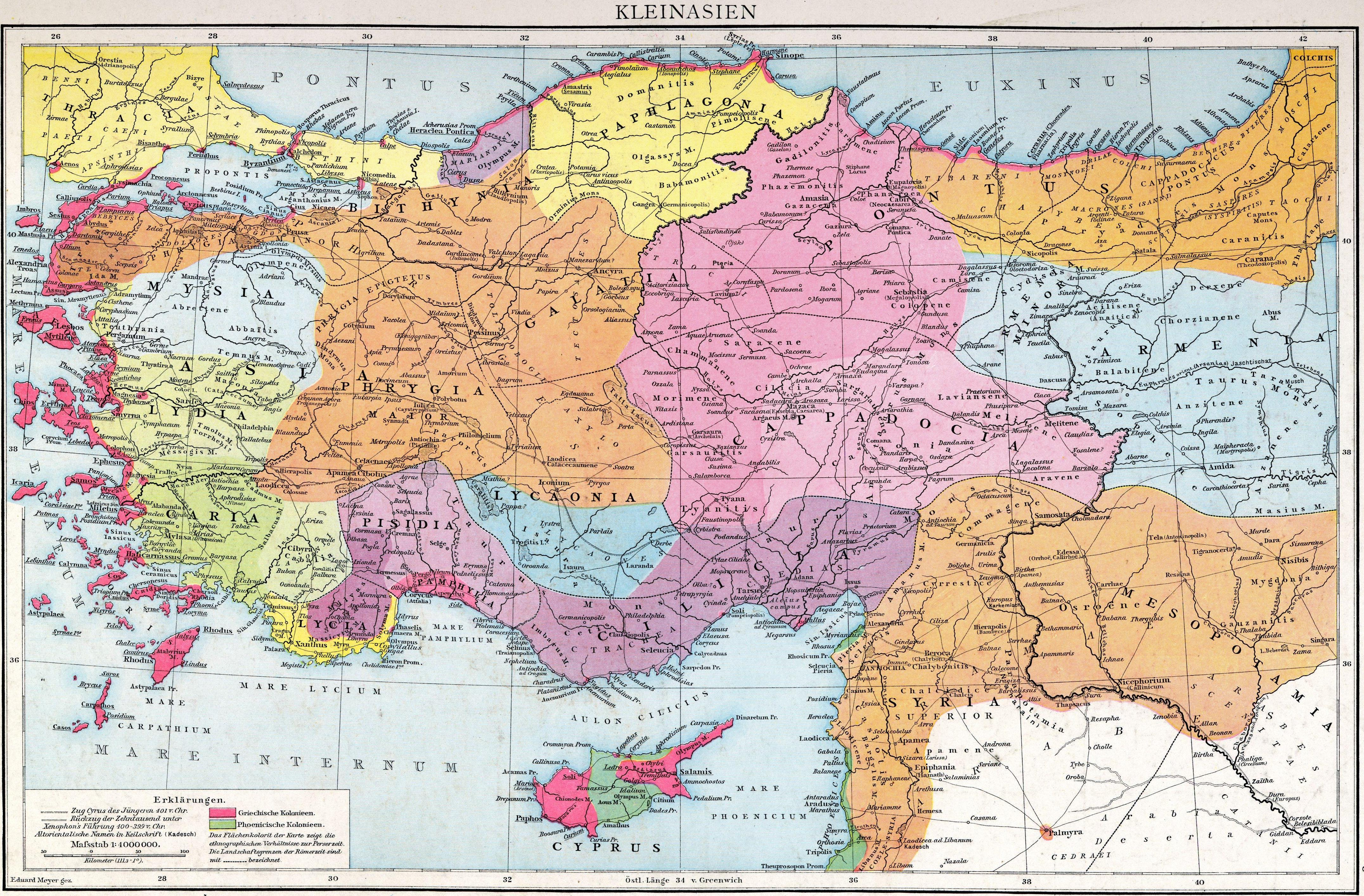
Gustav Droysens Allgemeiner Historischer Handatlas von 1886 gibt die Milyas als Gebiet an, das sich mit Lykien und Pisidien überschneidet.

Die Lokalisierung des frühesten Gebietes der Milyadeis basiert wesentlich auf den Angaben Strabons, der die Nord-Süd-Ausdehnung der Milyas zwischen Sagalassos und Apameia bis nach Termessos angibt. Alle diese Städte liegen in Pisidien. Arrians Beschreibung lässt sich die Ausdehnung des Gebietes der Milyadeis zur Zeit Alexanders des Großen entnehmen. Es erstreckte sich im Norden bis Apameia, im Osten bis Sagalassos, Kremna und Ariassos, im Westen über das Lysis-Tal und den Burdur Gölü und im Süden bis in die Ebene des heutigen Elmalı. So gehörten die Städte Nisa, Kandyba, Choma und Podalia zum lykischen Teil der Milyas, die Städte Sagalassos, Kremna und Ariassos zum pisidischen. Eine scharfe Grenzziehung ist nicht nur heute nicht mehr möglich, sondern bestand wahrscheinlich auch in der Antike nicht, und es ist von einer ethnischen Vermischung der Milyadeis und der Bevölkerungen der umliegenden Regionen auszugehen.
Dementsprechend geben historische Kartenwerke die Milyas als Gebiet ohne feste Grenzen an. Der Barrington Atlas of the Greek and Roman World kartiert das Gebiet der Milyadeis überschneidend mit Teilen Lykiens und Pisidiens, ohne dessen Grenzen oder die Zugehörigkeit bestimmter Städte festzulegen.
Zu den bedeutendsten Städten, die der Milyas zugerechnet werden, gehörten Olbasa (Ὄλβασα, in der römischen Kaiserzeit Colonia Iulia Augusta, heute Belenli) und Pogla (heute Çomaklı). Eine Stadt mit dem Namen „Milyas“ überliefert der im 2. Jh. n. Chr. schreibende Autor Ptolemaios. Sie wird allerdings in keinem anderen Text erwähnt, weshalb ihre tatsächliche Existenz umstritten ist. Denkbar ist eine Identifizierung mit dem heutigen Ort Melli in der Provinz Burdur, wobei die entfernte Namensähnlichkeit der Hauptgrund für diese Vermutung ist.